# France aux Jeux mondiaux de 2001
La France participe aux Jeux mondiaux de 2001, la sixième édition des Jeux mondiaux, organisée à Akita, au Japon. Elle a récolté au total 22 médailles.

## Médailles

### Or
| Sport               | Discipline                           | Sportifs                                   |
| Médailles d'or : 10 |                                      |                                            |
| Boules              | Lyonnaise - Tir progressif Hommes    | Laurent Duverger Sébastien Grail           |
| Boules              | Lyonnaise - Tir progressif Femmes    | Valérie Maugiron Corinne Maugiron          |
| Gymnastique         | Gymnastique acrobatique - Trio mixte | Grégory Alcan Xavier Julien Olivier Salvan |
| Ju-jitsu            | Duo Hommes                           | Jérôme Laurent Bruno Pereira               |
| Ju-jitsu            | -69 kg Hommes                        | Antonio Da Costa                           |
| Ju-jitsu            | -77 kg Hommes                        | Didier Cezar                               |
| Ju-jitsu            | -94 kg Hommes                        | Kamal Temal                                |
| Wakeboard           | Freestyle Hommes                     | Rodolphe Vinh-Tung                         |
| Tir à l'arc         | Tir en campagne - Classique Femmes   | Carole Ferriou                             |

### Argent
| Sport                  | Discipline                             | Sportifs                            |
| Médailles d'argent : 6 |                                        |                                     |
| Gymnastique            | Gymnastique acrobatique - Couple mixte | Stéphane Brécard Rachel Muller      |
| Ju-jitsu               | Duo Femmes                             | Géraldine Dejardin Laetitia Deloris |
| Ju-jitsu               | -70 kg Femmes                          | Sophie Albert                       |
| Ju-jitsu               | -85 kg Hommes                          | Thierry Grimaud                     |
| Parachutisme           | Freestyle Hommes                       | Nicolas Arnaud Stéphane Fardel      |
| Ski nautique           | Toutes épreuves Hommes                 | Patrice Martin                      |

### Bronze
| Sport                   | Discipline                                  | Sportifs                                                              |
| Médailles de bronze : 6 |                                             |                                                                       |
| Gymnastique             | Gymnastique acrobatique - Individuel Hommes | Grégory Alcan                                                         |
| Parachutisme            | Formation Mixte                             | Jérôme David Marin Ferré Julien Losantos Davide Moy Laurent Pechberty |
| Tir à l'arc             | Tir en campagne - Barebow Femmes            | Odile Boussière                                                       |
| Tir à l'arc             | Tir en campagne - Arc à poulies Hommes      | Hervé Dardant                                                         |
| Tir à l'arc             | Tir en campagne - Arc à poulies Femmes      | Françoise Volle                                                       |
| Tir à l'arc             | Tir en campagne - Arc classique Hommes      | Laure Barczynski                                                      |